# Saarlouis
Saarlouis település Németországban, azon belül Saar-vidék tartományban. Lakosainak száma 34 893 fő (2023. december 31.).

## Fekvése
Merzigtől délkeletre, a Saar folyó partján fekvő település.

## Története
Saarlouis várának 1458 -ig eredeti tulajdonosa a premontrei apátság volt . A várat a 17. század végén XIV. Lajos parancsára építették ki erődítménnyé, a francia életstílus rajta keresztül terjedt el a vidéken.

## Nevezetességek
- Vár
- Katolikus templom
- Evangélikus templom

## Itt születtek, itt éltek
- Michel Ney (1769–1815), francia marsall
- Heinrich Marx (1777–1838) ügyvéd, Marx Károly apja
- Jean Nicolas Gannal (1791–1852), vegyész
- Paul Bezanson (1804–1882), a Reichstag tagja
- Ludwig Simon (1819–1872), politikus
- Eugen Hermann von Dedenroth (1829–1887), író
- Eduard von Knorr (1840–1920), a német Császári Haditengerészet admirálisa és  a Kelet-ázsiai Cirkálóraj vezetője
- Heinz Hoffmeister (1851–1894) szobrász, rajzoló, festő és író
- Ernst Albert Fabarius (1859–1927), alapító igazgatója, a Witzenhausen német gyarmati iskolának
- Julius Söhn (1868–1943) fotóművész
- Rudolf Hesse (1871–1944), festő, grafikus
- Werner Tillessen (1880–1953), német haditengerészeti tiszt, a második világháború utolsó admirálisa
- Clemens Kremer (1930–2000), zeneszerző
- Alfred Gulden (1944), író

## Galéria

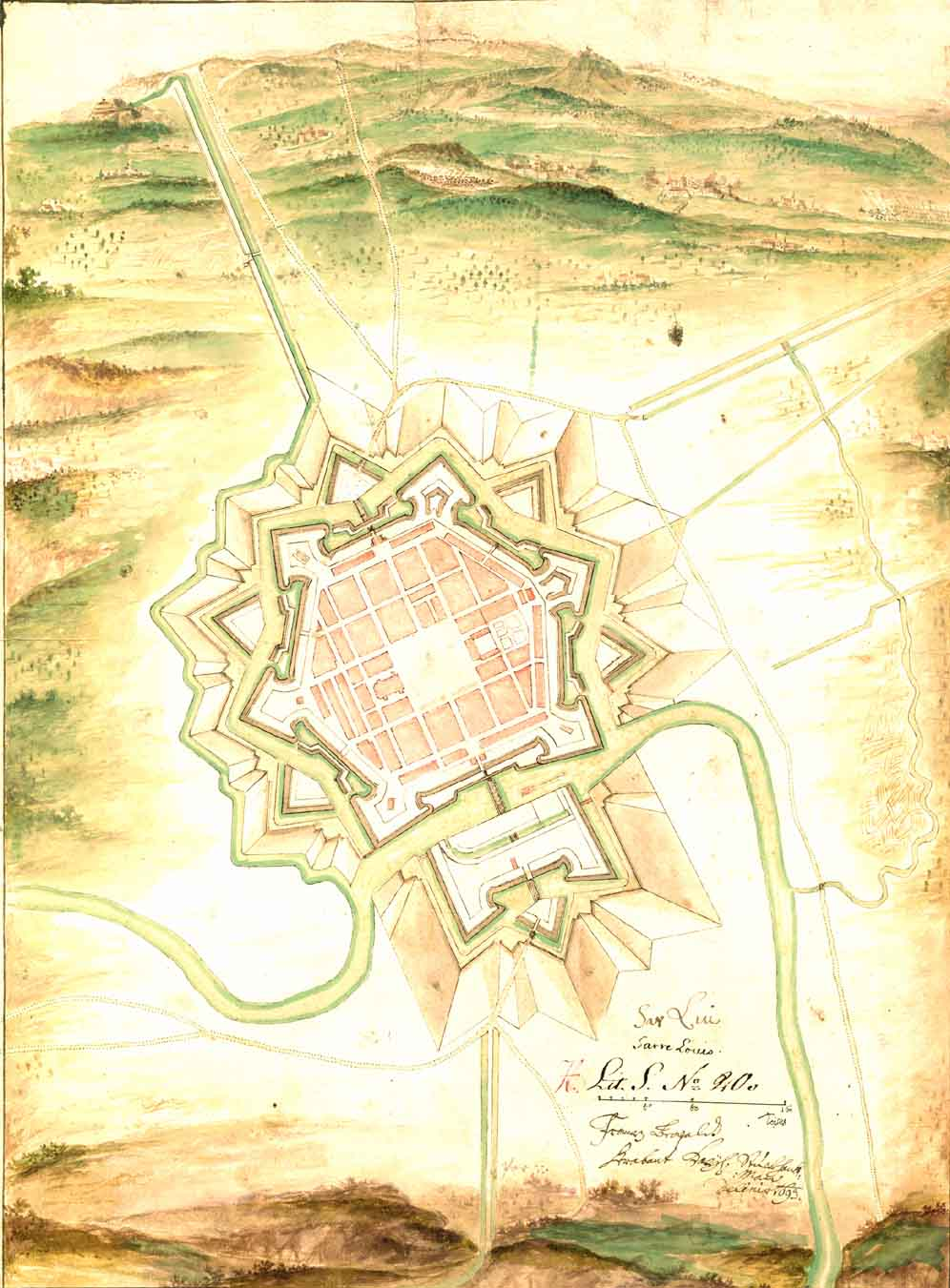
Az erődítménnyé kiépített vár
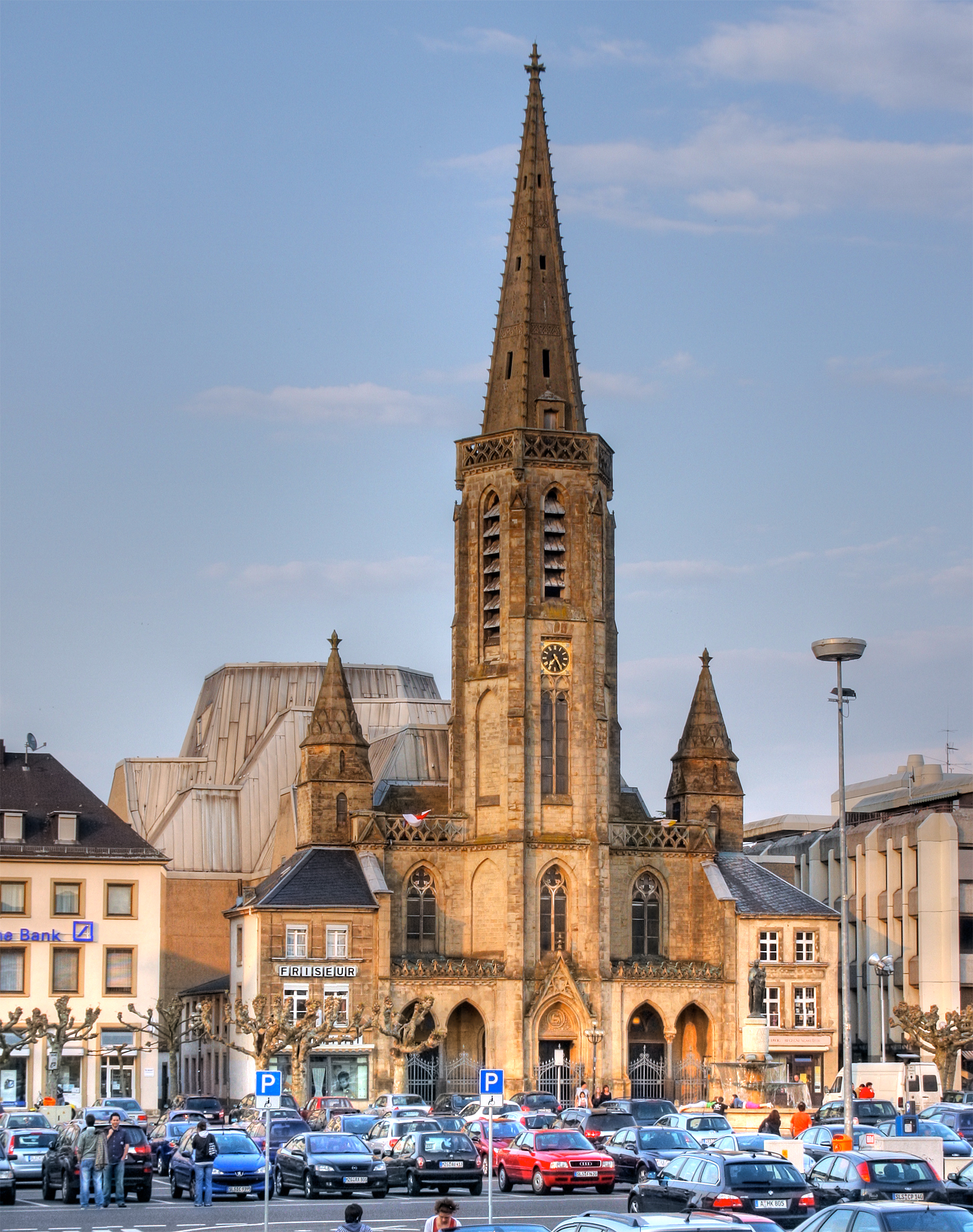
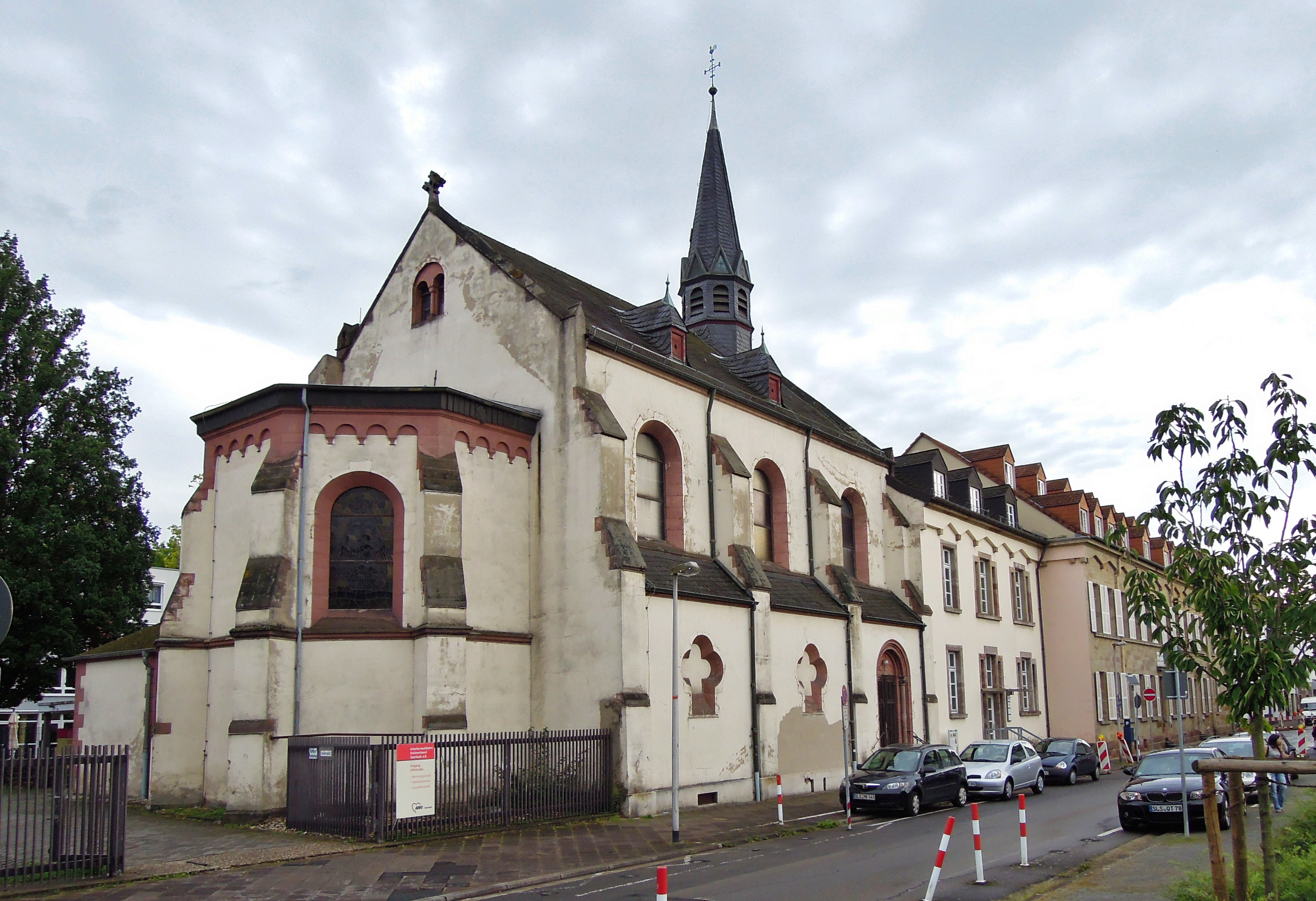

## Népesség
A település népességének változása:
| Lakosok száma | 39 974 | 34 849 | 34 532 | 34 552 | 34 445 | 34 717 | 34 893 |
|               | 1975   | 2016   | 2017   | 2019   | 2021   | 2022   | 2023   |